# Ore no Imouto ga Konna ni Kawaii Wake ga Nai
Ore no Imouto ga Konna ni Kawaii Wake ga Nai (яп. 俺の妹がこんなに可愛いわけがない), також Oreimo — серія ранобе Цукаси Фусімі, ілюстрована Хіро Кандзакі. Перший том опублікувало 10 серпня 2008 року видавництво ASCII Media Works. Станом на 2019 рік випущено 13 томів. З 2009 по 2015 роки у журналі «Dengeki G's Magazine» друкується манґа-адаптація під авторством Цукаси Фусімі, ілюстрована Сакурі Ікеді. Прем'єра 12-серійного аніме-серіалу виробництва компанії «AIC» за мотивами ранобе транслювалася з 3 жовтня по 19 грудня 2010 року, а другий 13-серійний сезон — з 7 квітня 2013 року по 30 червня 2013. У 2011 та 2013 роках вийшла візуальна новела виробництва «Bandai Namco Games» для «PlayStation Portable», а 2013 року — для «PlayStation 3».

## Сюжет
Кесуке Косака звичайний сімнадцятирічний школяр, через конфлікти останні кілька років не спілкується з рідною сестрою, Кірін, при тому вони живуть у сусідніх кімнатах. Одного разу вдома він знаходить коробку з диском аніме Hoshikuzu Witch Meruru (яп. 星くず☆うぃっちメルル? досл. «Зоряна відьма Меруру»), розкривши яку виявляє, що замість диска з аніме для дітей, в ньому лежить диск з грою для дорослих Imouto to Koishiyo! (яп. 妹と恋しよっ♪? досл. «Кохання із молодшою сестрою»). Незабаром він дізнається, що диск належить його сестрі, яка як він думав ніколи не стала б таке дивитися й тим більше грати. Проте, колекція Кірін виявляється набагато більше, ніж можна було уявити.